# Oktaha
Oktaha è una città della Contea di Muskogee, Oklahoma, Stati Uniti. La popolazione al censimento del 2010 era di 390 persone residenti.